# Биомеханическая модель слуховой системы человека
Биомеханическая модель слуховой системы человека — разработана в 60-x гг XX века венгерским физиком Дьёрдем фон Бекеши. В 1961 году ему была присуждена Нобелевская премия по физиологии и медицине за открытие физических механизмов восприятия раздражения улиткой.
Звуковые волны принимаются акустической «рупорной» антенной — ушной раковиной и через слуховой ход, который служит коротким волноводом, воздействуют на барабанную перепонку.
Барабанная перепонка вогнута внутрь уха и натянута. В полости среднего уха (барабанной полости) расположены 3 слуховые косточки: молоточек, наковальня и стремечко, которые шарнирно соединены между собой суставами и оснащены поддерживающим мышечным аппаратом.
Рукоятка молоточка прикреплена к барабанной перепонке, а мышца последней поддерживает её в натянутом состоянии. Основание стремечка закрывает собой овальное окно, за которым находится внутреннее ухо. Стремя в овальном окне закреплено нежестко и может совершать возвратно-поступательные движения. Слуховые косточки образуют систему рычагов для передачи усилия механических колебаний от барабанной перепонки к стремечку. Установлено, что давление на овальном окне внутреннего уха со стороны стремечка почти в 100 раз превосходит звуковое давление, действующее на барабанную перепонку. Евстахиева труба соединяет барабанную полость с носоглоткой и служит для выравнивания давлений по обе стороны барабанной перепонки. При простудных заболеваниях из-за закупорки евстахиевой трубы внутри уха могут появляться неприятные ощущения.
Внутреннее ухо находится внутри височной кости. Оно объединяет в себе орган равновесия и орган слуха — улитку. В среднем у взрослого человека длина канала улитки составляет около 3 мм. Внутреннее пространство улитки разделено на 3 заполненных лимфой спиральных канала, разделенных двумя перепонками: основной мембраной и мембраной Рейснера.
Из-за сходства с «винтовыми» лестницами, эти каналы называют лестницей преддверья, срединной лестницей и лестницей барабанной. Между лестницей преддверья и барабанной полостью находится овальное окно (окно преддверья), в котором расположено основание стремечка, а между лестницей барабанной и барабанной полостью — круглое окно улитки, закрытое упругой мембраной.